# Erik Orsenna
Erik Orsenna, (de nom real Erik Arnoult, (París, 22 de març de 1947), és un novel·lista i acadèmic francès.

## Biografia
Després d'estudiar filosofia, ciències polítiques, i especialment economia, es va convertir un investigador i docent en el camp de les finances internacionals i economia del desenvolupament. Es va convertir en assessor del Ministeri de Cooperació el 1981 després que va ser conseller cultural de François Mitterrand de 1983 a 1984, va ser nomenat mestre de peticions al Consell d'Estat el desembre de 1985 i Conseller d'Estat el juliol de 2000. És membre de l'Alt Consell de la Francofonia. Actualment és membre del Consell de Supervisió de Telfrance (des de desembre de 2004).
Va ser guardonat amb el Premi Goncourt el 1988 per  L'Exposition coloniale. Va ser elegit membre de l'Acadèmia Francesa al seient 17 el 28 de maig de 1998, el mateix dia que Georges Vedel.

## Obres
- 1990: Rêves de sucre
- 2001: La grammaire est une chanson douce
- 2007: La révolte des accents
- 2008: La chanson de Charles Quint
- 2010: L'entreprise des Indes
- 2023: Histoire d'un ogre